# Degrassi: The Next Generation
Degrassi: The Next Generation é uma série de televisão  canadense de drama, ambientada no universo Degrassi, criada por Linda Schuyler e Kit Hood em 1979. É a quarta série da franquia Degrassi , seguindo The Kids of Degrassi Street , Degrassi Junior High e Degrassi High . Assim como as demais séries da franquia, segue um elenco de estudantes da Degrassi Community School, que enfrentam vários desafios, muitas vezes vistos como tabu como sexo, gravidez na adolescência, bullying, abuso sexual, abuso de drogas, saúde mental, auto-imagem, sexualidade, automutilação, suicídio, aborto, violência doméstica, morte dentre outras questões.
A série foi inicialmente criada por Linda Schuyler e Yan Moore e é produzida pela Epitome Pictures (uma subsidiária da DHX Media) em associação com a Bell Media. Os produtores executivos eram Schuyler, seu marido Stephen Stoh e Brendon Yorke. A série é filmada nos estúdios da Epitome em Toronto, Ontário, e não na verdadeira De Grassi Street, da qual a franquia leva seu nome.  Degrassi: The Next Generation  tem sido um sucesso crítico e muitas vezes recebeu críticas favoráveis de Entertainment Weekly, The New York Times e AfterElton.com. Em seus primeiros anos, era frequentemente a série de drama doméstico mais assistida no Canadá, e uma das séries mais bem avaliadas do extinto TeenNick nos Estados Unidos. Em 2004, um episódio recebeu pouco menos de um milhão de espectadores no Canadá e mais de meio milhão de espectadores nos EUA. A série ganhou inúmeros prêmios, do  Gemini, Writers Guild of Canada e Directors Guild of Canada, e internacionalmente do Teen Choice Awards, Young Artist Award, e Prix Jeunesse.
A série estreou na CTV em 14 de outubro de 2001. Durante a nona temporada em 2010, a série mudou-se para a MuchMusic .A décima temporada marcou uma mudança no estilo de produção, que fez com que a série ganhasse durante o verão,o formato de telenovela,enquanto que ao longo do ano o formato anterior era mantido,com a exibição de um episódio por semana. Na décima terceira temporada,a série foi revertida para o formato anterior (semanal),além de mais uma mudança de emissora indo para a MTV Canadá. A série foi distribuída na televisão a cabo e os episódios estão disponíveis em DVD e em mídia digital. Internacionalmente, Degrassi: The Next Generation tem sido um grande sucesso nos EUA, onde foi transmitido pela TeenNick, além de ser transmitida em 140 outros países.
O último episódio desta franquia foi ao ar em 2 de março de 2015, depois que a MTV Canada e TeenNick anunciaram o cancelamento do show. No entanto, em janeiro de 2016,foi anunciada mais uma sequência da franquia, intitulada Degrassi: Next Class , foi anunciada para transmissão no Family Channel no Canadá e ao redor do mundo pela Netflix (com exceções em 3 países: Austrália, França e Canadá).

## Produção

### Conceito
O universo Degrassi foi criado em 1979 pela Playing With Time, uma produtora pertencente à ex-professora Linda Schuyler e seu sócio Kit Hood. A franquia começou com The Kids of Degrassi Street,que foi um programa de 1h30 e que foi dividida em três programas de meia-hora.Com o sucesso do programa uma nova série nasceu em 1987: Degrassi Junior High e durou aproximadamente um ano,em 1989,uma segunda sequência foi lançada  Degrassi High em 1989, e um filme de televisão School's Out  finalizou a série em 1992.
Schuyler e o escritor principal da série Degrassi, Yan Moore, começaram a desenvolver um novo drama televisivo em 1999. Com o passar dos meses, eles começaram a pensar sobre o que havia acontecido com os personagens de Degrassi High para desenvolver um dos primeiros temas a serem tratados: a reunião escolar. No entanto, eles decidiram que a série não funcionaria de forma eficaz se baseada em adultos em vez de adolescentes. Moore percebeu que existia um gancho na série original,a personagem Emma Nelson , nascida no final da segunda temporada de Degrassi Junior High,teria idade para entrar no "high school",e uma nova linha de desenvolvimento para a série foi elaborada,se concentrando-se em Emma e suas experiências na escola.
O marido de Schuyler, Stephen Stohn, sugeriu Degrassi: The Next Generation como o nome da nova série, tomando emprestado o conceito de  Star Trek: The Next Generation , do qual ele foi um fã.

### Locações de filmagem
O universo Degrassi era ambientado na Rua DeGrassi no centro de Toronto. As quatro séries anteriores foram filmadas nesta rua e perto dela. No entanto, Degrassi nos seus anos finais erafilmada nos estúdios da Epitome Pictures nos subúrbios de Toronto. A fachada da Degrassi Community School é o lado exterior do Studio C, e usa as mesmas cores e os mesmos padrões de vidro que o Centennial College, que foi usado para representar a escola durante  Degrassi High.
A área em frente a essa fachada apresenta uma "área de acumulação" onde os estudantes se reúnem, uma rua e uma parada de ônibus do outro lado da rua. O backlot do estúdio é usado para gravações externas das casas dos personagens, que é uma unidade que é adaptada para cada , e par o Dot Grill. O prédio do Dot é o único no backlot grande o suficiente para permitir a filmagem dentro dele; cenas dentro da escola e interiores de casas são filmadas em um dos quatro palcos de som da Epitome.
O Estúdio A contém cenários para os corredores da escola, banheiros, refeitório e salas de aula.  Os corredores estão marcados com frases como "o ser humano perfeito é todo humano", que foram encontrados na Escola de Etobicoke para the Arts, uma das muitas escolas que os designers usaram durante sua pesquisa original. O conjunto de banheiro é usado para o quarto das meninas e dos meninos; mictórios são instalados e removidos quando necessário.
Além de ser usado como o exterior da escola, o Studio C possui cenários para o saguão de entrada da escola, o ginásio, o laboratório de mídia e um corredor com armários. À medida que a franquia progredia e o orçamento aumentava, uma escada e uma varanda eram instaladas no foyer, na tentativa de tirar os personagens do chão e nem todos aparecerem no mesmo plano geométrico. Nas primeiras temporadas de "The Next Generation", o piso do ginásio era feito de tábuas de madeira reais; devido a deformação, foi substituído por concreto pintado para se parecer com madeira.
O Studio B continha os conjuntos para as casas dos personagens e o escritório do jornal The Core, que foi lançado na sexta temporada. Também foi compartilhado para a série Instant Star, outra produção da Epitome Pictures. O quarto estúdio, Studio D, abriga todos os escritórios de produção, vestiários e departamentos de maquiagem e cabelo. O salão de bilhar e os conjuntos de clubes universitários foram construídos no Studio D para a sétima temporada.
O Campus Keele da Universidade York em Toronto serviu de local para vários locais na Smithdale University.

## Episódios
| Temporada | Temporada | Episódios | Exibição original      | Exibição original       |
| Temporada | Temporada | Episódios | Estreia de temporada   | Final de temporada      |
| --------- | --------- | --------- | ---------------------- | ----------------------- |
|           | 1         | 15        | 14 de outubro de 2001  | 3 de março de 2002      |
|           | 2         | 22        | 29 de setembro de 2002 | 23 de fevereiro de 2003 |
|           | 3         | 22        | 17 de setembro de 2003 | 5 de abril de 2004      |
|           | 4         | 22        | 7 de setembro de 2004  | 14 de fevereiro 2005    |
|           | 5         | 19        | 19 de setembro de 2005 | 20 de março de 2006     |
|           | 6         | 19        | 29 de setembro de 2006 | 14 de maio de 2007      |
|           | 7         | 24        | 5 de outubro de 2007   | 23 de junho de 2008     |
|           | 8         | 22        | 5 de outubro de 2008   | 14 de agosto de 2009    |
|           | 9         | 23        | 4 de outubro de 2009   | 16 de julho de 2010     |
|           | 10        | 44        | 19 de julho de 2010    | 22 de abril de 2011     |
|           | 11        | 45        | 18 de julho de 2011    | 18 de maio de 2012      |
|           | 12        | 40        | 16 de julho de 2012    | 21 de junho de 2013     |
|           | 13        | 40        | 11 de julho de 2013    | 29 de julho de 2014     |
|           | 14        | 28        | 28 de outubro de 2014  | 2 de agosto de 2015     |

## Elenco

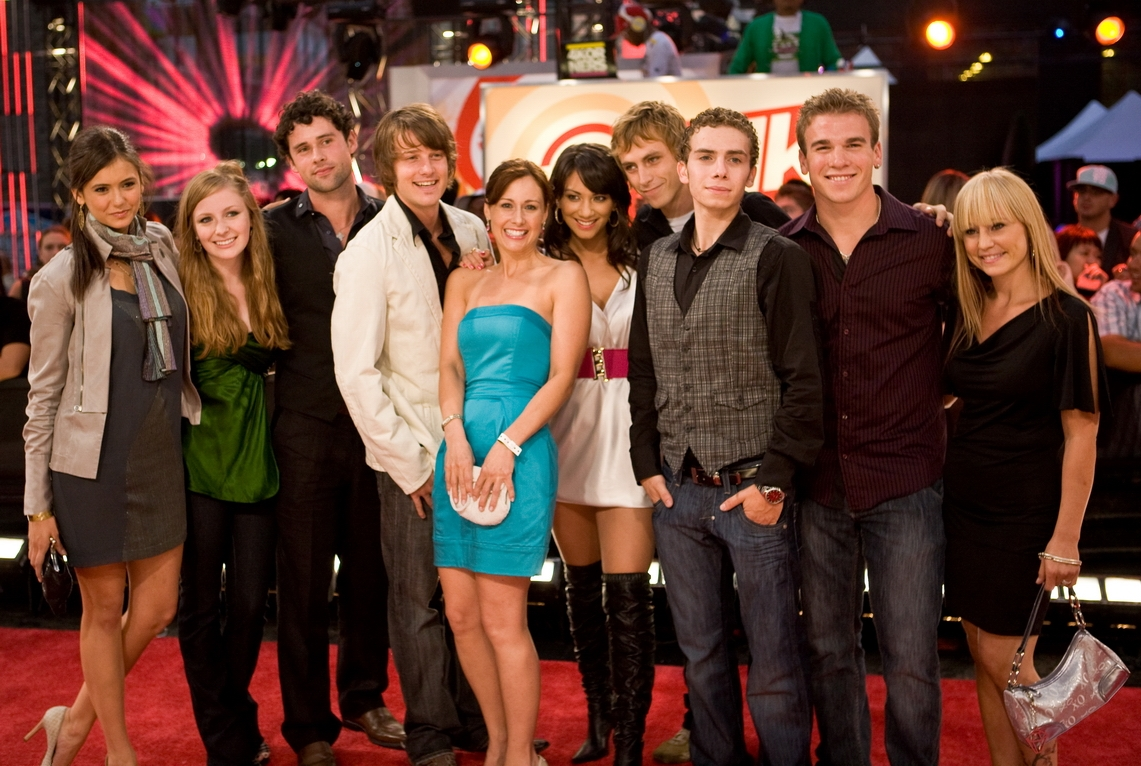
Alguns atores da oitava temporada fazem uma aparição na Festa do Festival eTalk durante o Festival Internacional de Cinema de Toronto

Para a nova geração de estudantes, os produtores fizeram uma pesquisa com mais de 600 crianças e adolescente em idade escolar em uma tentativa de fornecer personagens aos quais o público-alvo adolescente pudesse se relacionar. A decisão de lançar atores semelhantes à idade foi útil para contrastar a série de outros shows da mesma época, como Buffy the Vampire Slayer e Dawson's Creek, que trouxeram os atores em seus vinte anos como adolescentes.
Onze crianças começaram a filmar para a primeira temporada. Sarah Barrable-Tishauer interpretava a popular e bem-sucedida Liberty Van Zandt. Daniel Clark interpretava o bad boy Sean Cameron. Lauren Collins foi escolhida como a capitã das chefes de torcida Paige Michalchuk. Ryan Cooley interpretava o cara engraçado da classe James Tiberius "J.T." Yorke, e tinha como melhor amigo o nerd Tody Isaacs interpretado por Jake Goldsbie (Aubrey Graham) foi escalado para o popular atleta em ascensão Jimmy Brooks. Shane Kippel tinha sido escolhido para o valentão Gavin Mason. Miriam McDonald ganhou o papel principal de Emma Nelson e Cassie Steele recebeu o papel de sua melhor amiga, Manuela "Manny" Santos. Melissa McIntyre interpreta Ashley Kerwin, a garota perfeita e popular que atrai os garotos e deixa as outras colegas com ciúmes. Christina Schmidt havia sido escalada para o papel de Terri McGreggor, uma garota insegura de si mesma e com excesso de peso.
Alguns atores da quatro séries anteriores retornaram como os protagonistas adultos: Stefan Brogren ressuscitou o papel de Archie "Snake" Simpson, que agora trabalhava na escola como professor de informática. Dan Woods,também retornou a série como o professor Raditch, agora promovido a diretor da escola, e Pat Mastroianni retornou ao seu papel como Joey Jeremiah. Amanda Stepto também retornou à franquia para interpretar Christine "Spike" Nelson que agora seria um personagem recorrente. No episódio piloto, os atores deDegrassi Junior High e Degrassi High:Danah Jean Brown (Trish Skye), Darrin Brown (Dwayne Myers), Carry Michael (Simon Dexter), Irene Courakos (Alexa Pappadopoulos), Chrissa Erodotou (Diana Economopoulos), Anais Granofsky (Lucy Fernández), Rebecca Haines (Kathleen Mead), Sarah Holmes (Alison Hunter), Neil Hope (Derek "Rodas" Wheeler), Kyra Levy (Maya Goldberg), Cathy Keenan (Liz O'Rourke), Stacie Mistysyn (Caitlin Ryan) e Siluck Saysanasy (Yick Yu) retomaram seus papéis para a história da reunião de classe.
Na segunda temporada, Mastroianni retornou à franquia Degrassi em um dos papeis principais como Joey Jeremiah,que agora é um vendedor de carros,agora viúvo e pai de 2 filhos. Três novos personagens foram introduzidos na segunda temporada em papéis recorrentes : O enteado de Joey,o músico Craig Manning, interpretado por Jake Epstein, é um aluno novo da Comunidade Escolar de Degrassi. Stacey Farber interpretou Ellie Nash, uma gótica que tem sérios problemas familiares  e Adamo Ruggiero interpretou Marco Del Rossi,que está se descobrindo como homossexual. Melissa Di Marco foi escolhida como professora de ciências e ginástica Daphne Hatzilakos. Mistysyn retornou ao seu antigo papel como a ex-aluna Caitlin Ryan que agora é uma jornalista de renome mundial.
Na terceira temporada, Farber, Ruggiero e Mistysyn foram promovidos para o elenco principal, assim como Andrea Lewis (Hazel Aden) e Stepto, que ocuparam papéis recorrentes desde a primeira temporada. Quatro novos personagens foram introduzidos ao longo da temporada: Mike Lobel (Jay Hogart), Deanna Casaluce (Alex Nuñez), Ephraim Ellis (Rick Murray) e John Bregar (Dylan Michalchuk).Um dos personagens principais deixou a série.Ao final da temporada,a história de Terri McGregor terminou quando ela foi vítima de uma agressão física por parte de seu namorado em um caso de relacionamento abusivo e acabou entrando em coma,após bater a cabeça em uma pedra,quando sofreu um empurrão do seu então namorado.
Ao longo das dez primeiras temporadas de Degrassi: The Next Generation,foram realizadas diversas trocas de elenco.A sexta temporada é marcada pela primeira morte de um personagem: o personagem James Tiberius "J. T" Yorke foi esfaqueado em uma festa. O personagem Sean Cameron teve duas entradas na série,a primeira entre a primeira e a sexta temporada e retornou durante a sétima temporada,saindo definitivamente da série ao final da temporada. Ao final da quinta temporada, vários personagens principais se formaram na Escola Comunitária Degrassi concluíndo a sua história na série. Seis novos personagens foram introduzidos na sétima temporada,quando a escola se fundiu com a rival Lakehurst,após um incêndio na mesma.

## Transmissão e distribuição

### Primeira transmissão
Enquanto a série anterior de Degrassi foi ao ar no Canadá na CBC, Degrassi é transmitido nas estações da Bell Media. Até meados da temporada nove, foi ao ar na CTV Television Network, mas devido a um declínio nos números de audiência desde a sétima temporada, mudou-se para o canal irmão MuchMusic em 2010. Em 2013, seguindo uma reformulação do cronograma da MuchMusic, a série mudou para a versão canadense da MTV.
Nos Estados Unidos, onde a série anterior de Degrassi foi ao ar na PBS, Degrassi foi ao ar na rede digital a cabo TeenNick (anteriormente The N), e é o programa mais antigo do canal, que foi ao ar desde o lançamento do canal em 2002. As temporadas seis e sete foram estreadas no The N antes de serem transmitidas pela CTV.
Em junho de 2015, tanto a MTV Canada quanto a TeenNick anunciaram que não renovariam o programa. Em 9 de junho de 2015, a Epitome Pictures anunciou que uma sequência, Degrassi: Next Class, estrearia no Family Channel, um canal pago de propriedade da DHX Media, em janeiro de 2016. Nos Estados Unidos (e internacionalmente), os episódios de primeira execução serão movidos para o Netflix. Os episódios ficarão disponíveis no Netflix no Canadá após a conclusão da temporada.
Na Austrália, a ABC1 exibiu as três primeiras temporadas em 2002 na sua formação "ABC Kids" e depois disso as histórias foram consideradas adultas demais para o horário do final da tarde. A série inteira foi ao ar na ABC3 em 2010 em um horário nobre, também transmitido pela Nickelodeon, depois pela MTV.
Na África do Sul, Degrassi deve ir ao ar em outubro de 2016 na SABC 1.

### Distribuição pós-transmissão
No Canadá, repetições de Degrassi: The Next Generation foram ao ar na CTV Two e MTV2, que são de propriedade da Bell Media. Nos Estados Unidos, a distribuidora independente Program Partners e a Sony Pictures Television anunciaram em 24 de setembro de 2006 que adquiriram os direitos de sindicação para os primeiros 119 episódios da série nos Estados Unidos e quaisquer novos episódios subsequentes.
Em dezembro de 2006, os Program Partners chegaram a acordos com a Tribune Company para cada estação que possuíam, as estações afiliadas à The CW Plus e muitas outras estações pertencentes a grandes conglomerados de mídia. Degrassi: The Next Generation foi liberada em 60% do país, incluindo todos os cinco dos cinco principais mercados de mídia. Em março de 2007, os Program Partners liberaram o serviço em mais de 70% do país, depois que as estações de propriedade da Hearst-Argyle Television, da Capitol Broadcasting Company e da ACME Communications compraram a distribuição. A série atende às diretrizes educacionais e informativas da American FCC em relação à programação infantil.

### DVD e outros novos lançamentos de mídia
As primeiras doze temporadas de Degrassi: The Next Generation foram lançadas em DVD. Os conjuntos de caixas são lançados no Canadá pela Alliance Home Entertainment. Nos Estados Unidos, a FUNimation Entertainment lançou as primeiras seis temporadas e a Echo Bridge Entertainment lançou as temporadas de sete a doze. Cada boxset de temporada inclui recursos extras, como fotos, karaokê sessões, fitas de audição, erros de gravação, cenas deletadas e muito mais. Na Austrália, as temporadas 1 a 4 foram lançadas pela Umbrella Entertainment em 2010 e 2011. Esses DVDs são compatíveis com o código região 4, que está em uso na Austrália, Nova Zelândia, Oceania, México e América Central e do Sul.
A história de três episódios é da quarta temporada em que Kevin Smith e Jason Mewes também foram lançados como um único disco da Região 1 de DVD. A FUNimation Entertainment lançou o disco em 8 de novembro de 2005, em duas versões: a primeira legendada como "Sem cortes, sem censura e sem classificação", e o segundo, "Rated". Cada lançamento tem os mesmos extras de DVD, incluindo uma entrevista com Kevin Smith, bloopers e um Álbum de Fotos Jay and Silent Bob, exceto o lançamento do 'Sem Classificação', além de comentários de episódios de Kevin Smith, Jason Mewes e Stacie Mistysyn. Jim Jackman e o escritor Aaron Martin.
Degrassi: The Next Generation também está disponível em vários novos formatos de mídia. Os episódios são transmitidos nos sites do YouTube, MuchMusic e TeenNick para espectadores com endereços IP do Canadá ou dos EUA. Os usuários registrados das lojas iTunes Store canadenses e americanas podem comprar episódios para reprodução em computadores domésticos e determinados iPods. No Canadá, o Puretracks também oferece episódios para download. Eles são emitidos como um arquivo do Windows Media 10 e o comprador os possui para sempre, embora os episódios só possam ser gravados em um disco três vezes e copiados para um dispositivo três vezes. Nos EUA, o Zune e o Xbox Live Marketplace vendem todos os episódios da série.
A partir de julho de 2016, as duas primeiras temporadas foram enviadas para o YouTube no canal oficial Degrassi e podem ser visualizadas gratuitamente. A partir de 2018, Degrassi: The Next Generation foi publicado por temporada no canal oficial do YouTube.
| Lançamento do DVD da temporada completa | Lançamento do DVD da temporada completa | Lançamento do DVD da temporada completa | Lançamento do DVD da temporada completa | Lançamento do DVD da temporada completa | Lançamento do DVD da temporada completa | Lançamento do DVD da temporada completa |
| Lançamento                              | # Ep                                    | Datas de lançamento                     | Datas de lançamento                     | Datas de lançamento                     | Datas de lançamento                     |                                         |
| Lançamento                              | # Ep                                    | Região 1                                | Região 1                                | Região 2                                | Região 4                                |                                         |
| Lançamento                              | # Ep                                    | Canadá                                  | Estados Unidos                          | Região 2                                | Região 4                                |                                         |
| --------------------------------------- | --------------------------------------- | --------------------------------------- | --------------------------------------- | --------------------------------------- | --------------------------------------- | --------------------------------------- |
| 1.ª temporada                           | 15                                      | 19 de outubro de 2004                   | 28 de setembro de 2004                  | —                                       | 3 de maio de 2007                       |                                         |
| 2.ª temporada                           | 22                                      | 21 de junho de 2005                     | 21 de junho de 2005                     | —                                       | 8 de setembro de 2010                   |                                         |
| 3.ª temporada                           | 22                                      | 28 de março de 2006                     | 28 de março de 2006                     | —                                       | 13 de abril de 2011                     |                                         |
| 4.ª temporada                           | 23                                      | 24 de outubro de 2006                   | 28 de novembro de 2006                  | —                                       | 13 de abril de 2011                     |                                         |
| 5.ª temporada                           | 19                                      | 3 de julho de 2007                      | 3 de julho de 2007                      | —                                       | —                                       |                                         |
| 6.ª temporada                           | 19                                      | 27 de maio de 2008                      | 27 de maio de 2008                      | —                                       | —                                       |                                         |
| 7.ª temporada                           | 24                                      | 26 de maio de 2009                      | 17 de março de 2009                     | —                                       | —                                       |                                         |
| 8.ª temporada                           | 23                                      | 1 de setembro de 2009                   | 1 de setembro de 2009                   | —                                       | —                                       |                                         |
| 9.ª temporada                           | 23                                      | 20 de julho de 2010                     | 20 de julho de 2010                     | —                                       | —                                       |                                         |
| 10.ª temporada                          | 44                                      | 18 de outubro de 2011                   | 13 de setembro de 2011                  | —                                       | —                                       |                                         |
| 11.ª temporada                          | 45                                      | 3 de dezembro de 2013                   | 3 de dezembro de 2013                   | —                                       | —                                       |                                         |
| 12.ª temporada                          | 40                                      | 29 de outubro de 2013                   | 29 de outubro de 2013                   | —                                       | —                                       |                                         |
| 13.ª temporada                          | 40                                      | —                                       | —                                       | —                                       | —                                       |                                         |
| 14.ª temporada                          | 28                                      | —                                       | —                                       | —                                       | —                                       |                                         |